# Rudná
Rudná − miasto w Czechach, w kraju środkowoczeskim. Według danych z 31 grudnia 2003 powierzchnia miasta wynosiła 819 ha, a liczba jego mieszkańców 3 360 osób.

## Demografia
| Rok             | 1970  | 1980  | 1991  | 2001  | 2003  |
| --------------- | ----- | ----- | ----- | ----- | ----- |
| Liczba ludności | 3 090 | 2 974 | 2 838 | 3 075 | 3 360 |

Źródło: Czeski Urząd Statystyczny